# The Aerospace Corporation

Logotipo da The Aerospace Corporation.

The Aerospace Corporation é uma corporação sem fins lucrativos da Califórnia que opera uma Federally Funded Research and Development Center (FFRDC) com sede em El Segundo, Califórnia. A empresa fornece orientação técnica e aconselhamento sobre todos os aspectos de missões espaciais para clientes militares, civis e comerciais para garantir o sucesso da missão espacial. Como uma FFRDC a Aerospace colabora para a segurança nacional dos Estados Unidos, A Aerospace trabalha em estreita colaboração com organizações como a Força Aérea dos Estados Unidos e Space and Missile Systems Center (SMC) e o Escritório Nacional de Reconhecimento (NRO) para fornecer "análises técnicas objetivas e avaliações dos programas espaciais que servem ao interesse estadunidense". Embora o SMC e o NRO são os principais clientes, a Aerospace também realiza trabalham para agências civis, bem como organizações internacionais e governos no interesse nacional.